# Opistharsostethus nervosus
Opistharsostethus nervosus är en insektsart som beskrevs av Victor Lallemand 1939. Opistharsostethus nervosus ingår i släktet Opistharsostethus och familjen spottstritar. Inga underarter finns listade i Catalogue of Life.